# The Postman Always Rings Twice (1946)
The Postman Always Rings Twice is een Amerikaanse film noir uit 1946 onder regie van Tay Garnett. Het scenario is gebaseerd op de gelijknamige roman uit 1934 van de Amerikaanse auteur James M. Cain. Destijds werd de film in Nederland uitgebracht onder de titel Niemand ontkomt zijn noodlot.

## Verhaal
De werkloze Frank Chambers trekt rond door de Verenigde Staten. Hij neemt een baan aan in een wegrestaurant, dat wordt geleid door de naïeve Nick Smith. Nick is getrouwd met de veel jongere, zeer aantrekkelijke blondine Cora. Frank en Cora beginnen spoedig een liefdesaffaire. Samen smeden ze een plan om Nick uit de weg te ruimen.

## Rolverdeling
| Acteur         | Personage         |
| -------------- | ----------------- |
| Lana Turner    | Cora Smith        |
| John Garfield  | Frank Chambers    |
| Cecil Kellaway | Nick Smith        |
| Hume Cronyn    | Arthur Keats      |
| Leon Ames      | Kyle Sackett      |
| Audrey Totter  | Madge Gorland     |
| Alan Reed      | Ezra Liam Kennedy |
| Jeff York      | Blair             |